# Al-Haszimijja (Syria)
Al-Haszimijja (arab. الهاشمية) – wieś w Syrii, w muhafazie Hama. W 2004 roku liczyła 102 mieszkańców.